# Грейт-Медоус (Нью-Джерсі)
Грейт-Медоус (англ. Great Meadows) — переписна місцевість (CDP) в США, в окрузі Воррен штату Нью-Джерсі. Населення — 305 осіб (2020).

## Географія
Грейт-Медоус розташований за координатами 40°52′33″ пн. ш. 74°53′48″ зх. д. / 40.87583° пн. ш. 74.89667° зх. д. (40.875812, -74.896582).  За даними Бюро перепису населення США в 2010 році переписна місцевість мала площу 4,09 км², з яких 4,05 км² — суходіл та 0,04 км² — водойми.

## Демографія
Згідно з переписом 2010 року, у переписній місцевості мешкали 303 особи в 104 домогосподарствах у складі 74 родин. Густота населення становила 74 особи/км².  Було 113 помешкання (28/км²).
Расовий склад населення:
| - 91,7 % — білих - 4,3 % — азіатів - 0,3 % — чорних або афроамериканців - 2,3 % — осіб інших рас |

До двох чи більше рас належало 1,3 %. Частка іспаномовних становила 4,3 % від усіх жителів.
За віковим діапазоном населення розподілялося таким чином: 29,0 % — особи молодші 18 років, 60,8 % — особи у віці 18—64 років, 10,2 % — особи у віці 65 років та старші. Медіана віку мешканця становила 38,3 року. На 100 осіб жіночої статі у переписній місцевості припадало 106,1 чоловіків;  на 100 жінок у віці від 18 років та старших — 97,2 чоловіків також старших 18 років.
Середній дохід на одне домашнє господарство  становив 80 519 доларів США (медіана — 100 515), а середній дохід на одну сім'ю — 94 565 доларів (медіана — 101 691). За межею бідності перебувало 5,4 % осіб, у тому числі 0,0 % дітей у віці до 18 років та 37,2 % осіб у віці 65 років та старших.
Цивільне працевлаштоване населення становило 138 осіб. Основні галузі зайнятості: освіта, охорона здоров'я та соціальна допомога — 37,0 %, публічна адміністрація — 25,4 %, транспорт — 12,3 %, роздрібна торгівля — 12,3 %.